# Samsung Galaxy S21
O Samsung Galaxy S21 é uma série de smartphones baseados em Android projetados, desenvolvidos, comercializados e fabricados pela Samsung Electronics como parte de sua série Galaxy S. Eles servem coletivamente como sucessores da série Samsung Galaxy S20. Os três primeiros smartphones foram revelados no evento Galaxy Unpacked da Samsung em 14 de janeiro de 2021, enquanto o modelo Fan Edition foi apresentado na CES da Samsung em 3 de janeiro de 2022.
A série S21 consiste no modelo Galaxy S21 básico, no modelo avançado Galaxy S21+, no modelo Galaxy S21 Ultra com foco na câmera e na variante intermediária do modelo Galaxy S21 FE. Principais atualizações em relação aos modelos anteriores, além de especificações aprimoradas, uma tela com taxa de atualização adaptável de 120 Hz, um sistema de câmera aprimorado com suporte para gravação de vídeo 8K (7680 × 4320) para os três primeiros modelos e um zoom de super resolução de 30 –100x, para o modelo ultra.
Os três primeiros telefones foram lançados nos Estados Unidos e na Europa em 29 de janeiro de 2021, enquanto a Fan Edition foi lançada globalmente em 7 de janeiro de 2022. Os preços de lançamento do Galaxy S21 FE, S21, S21+ e S21 Ultra começaram em $699,99, $799,99, $999,99 e $1.079,99, respectivamente.
O Galaxy S21 foi sucedido pelo Galaxy S22, anunciado em 9 de fevereiro de 2022.

## História

### S21, S21+, e S21 Ultra
A linha dos três primeiros dispositivos foi revelada no evento Galaxy Unpacked da Samsung em 14 de janeiro de 2021. Os três dispositivos serviram como sucessores dos modelos de 2020. O esquema de design de todos os dispositivos mudou drasticamente, redesenhando o enorme módulo de câmera traseira para um módulo de câmera mais fino incorporado com os botões e uma aparência uniforme para o S21, S21+ e S21 Ultra. O modelo básico possui traseira (plástica) de policarbonato, o único modelo dos três aparelhos a conseguir a mudança. O modelo básico atinge especificações semelhantes ao S20. O S21+ mantém as especificações e design do S21 regular, em contraste com pequenas diferenças. Ele serve como sucessor do S20+. O S21 Ultra é o modelo topo de linha da série S21, integrado como a versão profissional da linha e sucessor do S20 Ultra. O telefone se tornou o primeiro da linha da série s a ter suporte para s-pen, com funcionalidade limitada. A série S21 interrompeu as vendas assim que o Galaxy S22 foi lançado. Os telemóveis foram lançados em 29 de janeiro de 2021.

### S21 FE
A continuação da "Fan Edition" foi revelada no evento CES 2022 da Samsung em 3 de janeiro de 2022. O S21 FE serve como o sucessor do S20 FE, uma série de variantes intermediárias de sua linha Galaxy S correspondente após o lançamento. A Fan Edition mantém a maioria das especificações e design do S21, com pequenas discrepâncias para atender seu valor de preço mais baixo. O telefone foi originalmente planejado para ser lançado em outubro de 2021, mas foi adiado devido à escassez global de chips em 2020. O S21 FE foi lançado em 11 de janeiro de 2022.